# 石川県道192号河内藤瀬線
石川県道192号河内藤瀬線（いしかわけんどう192ごう かわちふじのせせん）は、石川県鳳珠郡穴水町と石川県七尾市中島町とを結ぶ一般県道（石川県道）である。

## 概要
- 起点：石川県鳳珠郡穴水町字河内10字94番1地先（＝石川県道50号穴水剱地線交点）
- 終点：石川県七尾市中島町藤瀬7部199番地先（＝石川県道23号富来中島線交点）

起点の鳳珠郡穴水町河内は、穴水町西部の山間部。起点から南下し、別所岳を越えて七尾市中島町に入り、熊木川に沿って南から南西に進み、終点に至る。別所岳を挟み東側には、のと里山海道が並走している（連絡はしていない）。

## 歴史
- 1973年（昭和48年）3月31日：路線認定。
- 2012年（平成24年）1月27日：七尾市中島町藤瀬5部261番1地先 - 七尾市中島町藤瀬7部199番地先の区間（117.3m）を編入[1]。石川県道23号富来中島線の旧道を編入したことで、終点が現在の位置に変更となる。

## 接続道路
- 石川県道50号穴水剱地線（鳳珠郡穴水町河内：起点）
- 石川県道23号富来中島線（七尾市中島町藤瀬：終点）

## 冬期閉鎖区間
- 鳳珠郡穴水町字河内（起点）- 七尾市中島町別所　（7.3km）
  - 別所岳近辺の区間である。概ね12月中旬から翌年3月下旬まで閉鎖される。

## 通過する自治体
- 石川県
  - 鳳珠郡穴水町 - 七尾市